# Виноградов, Пётр Ильич
Пётр Ильи́ч Виногра́дов (8 июля 1924 год, д. Петровские Гари, Тверская губерния — 5 ноября 2002 год, Москва) — Герой Советского Союза, участник Великой Отечественной войны.

## Довоенная биография
Пётр Ильич Виноградов родился 8 июля 1924 года в деревне Петровские Гари Ржевского уезда Тверской губернии РСФСР СССР (ныне урочище на территории Оленинского района Тверской области Российской Федерации) в крестьянской семье.
Получил неполное среднее образование. Работал в совхозе «Красная Поляна», затем учился в школе ФЗУ в городе Кувшиново.

## Участие в Великой Отечественной войне
Пётра Ильича Виноградова в ряды РККА призвали в феврале 1942 года и сразу направили на фронт.
В боях за польский город Бяла-Подляска младший сержант Пётр Ильич Виноградов 26 июля 1944 года, незаметно проникнув на окраину города, автоматными очередями вызвал панику в тылу гитлеровцев. Этим поступком младший сержант Пётр Ильич Виноградов способствовал успешному наступлению своего батальона, при этом захватив в плен офицера и трёх солдат врага.
10 августа 1944 года в бою за деревню Натолин Пётр Ильич Виноградов первым достиг её окраины, при этом уничтожив гранатой пулемётное гнездо и автоматным огнём — несколько солдат противника.
Указом Президиума Верховного Совета СССР от 24 марта 1945 года за мужество и героизм, проявленные в боях с немецко-фашистскими захватчиками Петру Ильичу Виноградову присвоено звание Героя Советского Союза с вручением ордена Ленина и медали «Золотая Звезда».
В ряды ВКП(б) Пётр Ильич Виноградов вступил в 1945 году.
В 1947 году старшина Пётр Ильич Виноградов был демобилизован.

## Послевоенная биография
После демобилизации старшина Пётр Ильич Виноградов переехал в Москву. Служил в пожарных частях МВД СССР, затем работал слесарем на одном из заводов в городе Москве.
Старшина Пётр Ильич Виноградов умер 5 ноября 2002 года. Похоронен на Останкинском кладбище в Москве.

## Увековечивание памяти
В честь старшины Петра Ильича Виноградова на могиле (Останкинское кладбище, Москва) возведён памятник.

## Награды
- Медаль «Золотая Звезда».
- Орден Ленина.
- Орден Красного Знамени.
- Орден Отечественной войны 1-й степени.
- Орден Славы 2-й и 3-й степени.
- Медали.